# 第一代哈利法克斯伯爵愛德華·伍德
愛德華·弗雷德里克·林德利·伍德，第一代哈利法克斯伯爵，KG，OM，GCSI，GCMG，GCIE，TD，PC（英語：Edward Frederick Lindley Wood, 1st Earl of Halifax，1881年4月16日—1959年12月23日），1925年至1934年稱為艾文勳爵（The Lord Irwin），1934年至1944年為哈利法克斯子爵（The Viscount Halifax），英國保守黨政治家，1926年至1931年擔任印度總督，1938年至1940年任外交大臣，任內與時任英國首相內維爾·張伯倫等人向納粹德國施行綏靖政策。
張伯倫於1940年5月初辭職後，哈利法克斯拒絕了首相職位，因為他認為丘吉爾是更合適的戰時領導人。幾個星期後，盟軍遭受了災難性的失敗，英國軍隊撤退至敦刻爾克，哈利法克斯贊成接近意大利，試探可否商定可接受的和平條款。在戰時內閣的一系列會議後，他被丘吉爾否決。1941年至1946年，他在華盛頓擔任英國駐美國大使。

## 印度總督

### 任命
艾文是有風度的騎士，身高6'5“。他有“塞西爾式的禮儀和慈悲的目光”，給人以王子的印象。他曾多次暗殺他。他比前任對印度人更加同情；他希望印度對英國更加團結和友善。在他整個任期內，他敦促結束印度教徒和穆斯林之間的社區暴力。

### 西蒙委員會
1927年11月，西蒙委員會宣布成立。所有主要的印度政黨，包括印度國民議會，都抵制了它。歐文向伯肯黑德保證，約翰·西蒙可以贏得溫和的印度輿論。西蒙於1928年2月3日到達孟買。他取得了一些有限的成就，但歐文堅信必須採取新的姿態。
1928年5月，印度的委員會編寫了《尼赫魯報告》以回應，主張印度在印度的統治地位。

### 艾文宣言
1929年6月英國大選
1929年10月的《艾文宣言》要求英國最終獲得印度的統治地位。儘管這種政策已經暗地裏推行了十年，但許多保守黨人士還是譴責了《宣言》。雷丁勳爵（艾文的前任總督）譴責了此事，西蒙也對此表示了不滿。短暫的希望是英印關係取得突破，但是1929年12月，歐文與印度領導人之間的新德里會議未能達成協議。甘地開始了公民抗命運動，以期實現完全獨立。他漫步24天到海邊，製作海鹽，違反了政府的歷史壟斷。艾文最終使所有會議領導人入獄，包括甘地。
艾文的行動後果是嚴重的，印度動盪不斷。倫敦認為歐文的立場過於寬容，但印度則意見不同。艾文幾乎沒有迴旋餘地。然而，拘留甘地等人只會使情況變得更糟。。

### 與甘地達成協議
1930年11月，喬治五世在倫敦舉行了第一屆圓桌會議。由於甘地入獄，沒有印方代表參加。
重點是：
- 代表會議將停止公民抗命運動。
- 代表會議將參加圓桌會議。
- 政府將撤銷為遏制代表會議而發布的所有法令。
- 政府將撤回所有與非暴力有關的起訴。
- 政府將釋放所有因公民抗命運動而被判入獄的人。

## 英國政治 1931-1935年

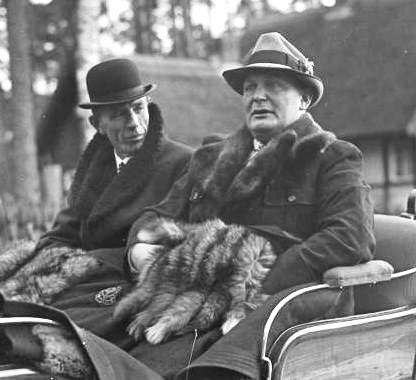

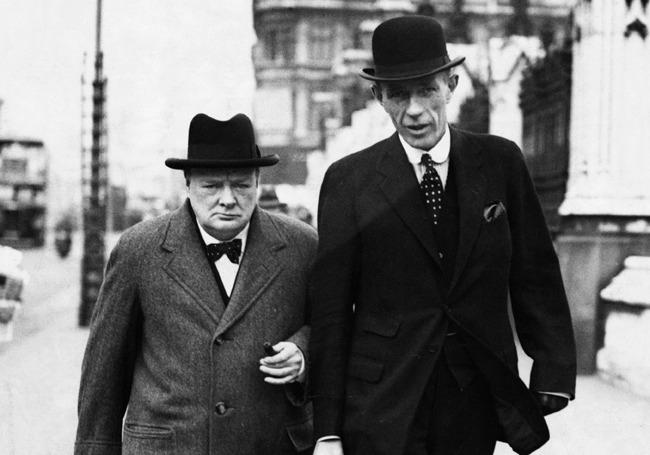

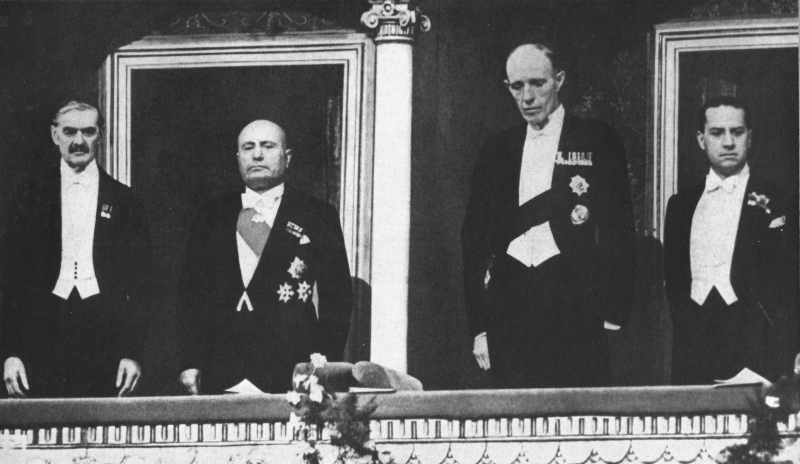

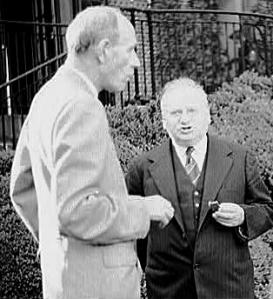

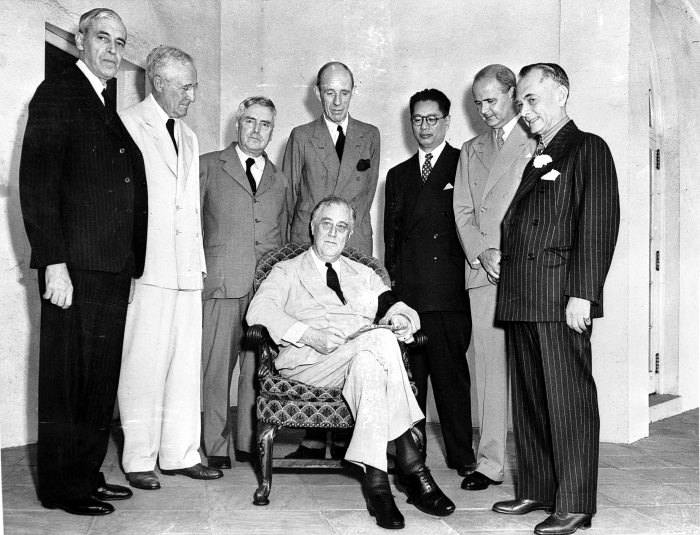

## 外交

### 慕尼黑之後
慕尼黑之後，哈利法克斯成功地建議張伯倫不要開始大選。
隨著希特勒對《慕尼黑協議》的承諾越來越缺乏明確性，哈利法克斯不斷尝试鞏固英國的地位，並防止其他軍事物資如鎢到達德國。
1939年3月31日，哈利法克斯對波蘭保證“不再有慕尼黑”。
儘管哈利法克斯不喜歡蘇維埃政權，但他比張伯倫更快意識到英國應與蘇聯結盟。1939年夏,談判失敗，蘇聯於8月23日與德國結盟。有人建議，哈利法克斯本應親自領導談判。
當德國入侵波蘭時，哈利法克斯拒絕任何談判。德國軍隊在波蘭土地上。但是，他與張伯倫站在一起。他們兩人是內閣起義的對象，內閣要求英國兌現對波蘭的保證。英國於1939年9月3日對德國宣戰。

### 電話戰爭
戰爭爆發後，哈利法克斯的外交旨在阻止蘇聯人正式加入軸心國。他反對轟炸德國，以免德國人報復。
1939年11月1日，哈利法克斯通過瑞典渠道回復，希特勒掌權後不可能實現和平。丘吉爾給哈利法克斯發了一封私人信件，认为這樣很危險。哈利法克斯仍然反對在電話戰爭期間任何妥協的暗示。
1940年1月，哈利法克斯會見了德國抵抗運動的主要領導人烏爾里希·馮·哈塞爾的使者。

### 丘吉尔担当首相
通常情況下，如此微弱的投票在政治上不會造成災難性的影響。
儘管丘吉爾在1930年代反對绥靖的立場在工黨和自由黨中很受歡迎。但是，他在保守黨中並不受歡迎。
正如比弗布魯克勳爵所說：“张伯伦需要哈利法克斯。工黨需要哈利法克斯。辛克萊需要哈利法克斯。上議院需要哈利法克斯。英王需要哈利法克斯。哈利法克斯需要哈利法克斯。”但是，只有最後一句話是錯誤的。哈利法克斯不想當首相。他認為丘吉爾的精力和領導能力優於他自己。

## 駐美大使
當張伯倫因身體不適而從內閣退休時，丘吉爾試圖通過讓他擔任事實上的副首相職位（唐寧街11號），將哈利法克斯從外交部解職。哈利法克斯拒絕，儘管他同意再次成為上議院領袖。
1940年12月，英國駐美大使洛錫安侯爵突然去世。丘吉爾告訴哈利法克斯接任這份工作，條件是他在倫敦休假期間仍可以參加內閣會議。丘吉爾的秘書約翰·科爾維爾在12月20日記錄說，丘吉爾認為華盛頓的工作對哈利法克斯來說是一個很好的機會，可以幫助美國參戰。科爾維爾記錄了丘吉爾的觀點，即哈利法克斯“永遠不會辜負他和總統在這裡贏得綏靖的聲譽。他在這個國家沒有未來。”科爾維爾認為丘吉爾受到了每月審查報告的影響，報告表明哈利法克斯繼承了張伯倫的不受歡迎。哈里法克斯是與綏靖有關的最後一個離開內閣的人。因為張伯倫當時已去世，而霍亞爾和西蒙都已經轉任其他工作。
富蘭克林·羅斯福總統抵達時親自歡迎他。哈利法克斯到達美國後兩週，他去了國會山，與眾議院和參議院領導人會面。哈利法克斯離開後告訴記者，他已詢問通過《租借法》的時間表。孤立主義者抓住機會，譴責英國干預美國的政治事務。他把華盛頓的政治比喻為“朝無序的兔子開槍”。
哈利法克斯最初是一個謹慎而難以捉摸的公眾人物，而不是像他的前任那樣有效的外交官。他與羅斯福的關係令人滿意，但哈利法克斯保持低調。丘吉爾與美國的密切接觸以及他與總統的私人往來對英國大使的作用更加有限。通訊技術意味著丘吉爾可以直接與羅斯福進行通訊，並且是華盛頓的常客。在底特律時，哈利法克斯拜訪了他的老朋友。
哈利法克斯的堂兄安格斯·麥克唐納幫助了他，很快他就進行了非常有效的宣傳工作。那年秋天，他被孤立主義者用腐爛的雞蛋和西紅柿襲擊。他與羅斯福和哈里·霍普金斯保持著良好的關係，並訪問了美國，與他的前任相比，遇到了更多的普通美國人。在珍珠港之後，他變得特別受歡迎。
哈利法克斯厭倦了華盛頓，特別是在1942年11月孩子彼得去世以及1943年1月小兒子理查受重傷之後。1943年3月，他徒勞地要求安東尼·伊登解除職務，但是留了下來。
哈利法克斯從1933年起一直是牛津大學名譽校長。1944年5月，他受封為哈利法克斯伯爵。
哈利法克斯參加了有關聯合國和關於蘇聯的眾多國際會議。
自1945年7月在工黨首相艾德禮上任以來，哈利法克斯同意外交大臣歐內斯特·貝文的要求，一直待到1946年5月。1946年2月，他出席了丘吉爾在密蘇里州舉行的丘吉爾鐵幕演講，但他沒有完全贊成。他認為丘吉爾對蘇聯威脅的觀點被誇大了，並敦促他更加和解。他還幫助凱恩斯談判了英美貸款，該貸款於1946年7月完成。

## 作品
《充實歲月》（Fullness of Days）（1957年）為其自傳。